# Clara del Rey Calvo
Clara del Rey Calvo (Villalón de Campos, província de Valladolid, 11 d'agost de 1765 - Madrid, 2 de maig de 1808) fou una dona espanyola, una de les heroïnes de l'aixecament del 2 de maig de 1808 a Madrid.
Era la vuitena dels deu fills de Manuel del Rey i Teresa Calvo. Es casà amb el seu paisà Manuel González Blanco, de professió militar, amb qui tingué almenys tres fills (Juan, Ceferino i Estanislao). Durant l'Aixecament del 2 de maig de 1808 va estar animant i ajudant els defensors de la Caserna de Monteleón al costat del seu marit i tres fills. Sembla que va morir per la metralla d'una bala de canó que la va ferir en el front.
Clara del Rey figura entre les víctimes del 2 de maig identificades en l'Arxiu Municipal de Madrid, on consta que "deixa dos fills solters", per la qual cosa és de suposar que al Parc d'artilleria de Monteleón també van morir el seu marit i un dels seus fills.
Va ser enterrada al cementiri de la Buena Dicha, situat a l'hospital del mateix nom, avui dia desaparegut i que estava en les proximitats de la Gran Via de Madrid, entre els carrers de Libreros i de Silva. En la façana de l'església de la Buena Dicha (Carrer de Silva, 25) té una làpida commemorativa. El 1814 Ferran VII d'Espanya va concedir una medalla d'honor als dos fills superviventsː Estanislao (paleta) i Ceferino (captaire). A Madrid un carrer porta el seu nom.